# 克列克語

俄罗斯远东地区克列克語分佈區域

克列克語(Kerek language、Kerek)為俄罗斯的楚科奇－堪察加语系北支之已滅絕語言。歷史語言學認為克列克語是最靠近科里亚克语（兩種語言有"原始楚克奇語系"的*ð/及/*r/與/*j/之音素合併）。其次最接近的語言是楚科奇語(/*ð/和/*r/合併，但不與/*j/合併)。

## 語言發展情況
在1997年，克列克語仍有兩位使用者，但到2005年這種語言被認為已經滅絕。然而，根據2010年人口普查，有10個人自稱通曉克列克語，其中可能包括非克列克人使用者及部分使用者，而且克列克人的非母語使用者聲稱這個語言為他們民族遺產的一部分。在20世紀克列克族的許多成員將母語轉變為該地區主要族群的語言楚科奇语，但現在大多數的楚科奇人及克列克族人講俄語。

## 外部連結
- Bibliography （页面存档备份，存于）